# 伊泽尔河畔日利
伊泽尔河畔日利（法語：Gilly-sur-Isère，法語發音：[ʒili syʁ izɛʁ]）是法国萨瓦省的一个市镇，属于尚贝里区。

## 地理
伊泽尔河畔日利（45°39'35"N, 6°20'58"E）面积7.03 平方千米，位于法国奥弗涅-罗讷-阿尔卑斯大区萨瓦省，该省份为法国东部省份，历史上为薩伏依的一部分，北起上萨瓦省，西接伊泽尔省和安省，南部和东部与上阿尔卑斯省和意大利接壤。
与伊泽尔河畔日利接壤的市镇（或旧市镇、城区）包括：阿尔贝维尔、格里尼翁、梅屈里、图尔农、韦朗斯阿尔韦。
伊泽尔河畔日利的时区为UTC+01:00、UTC+02:00（夏令时）。

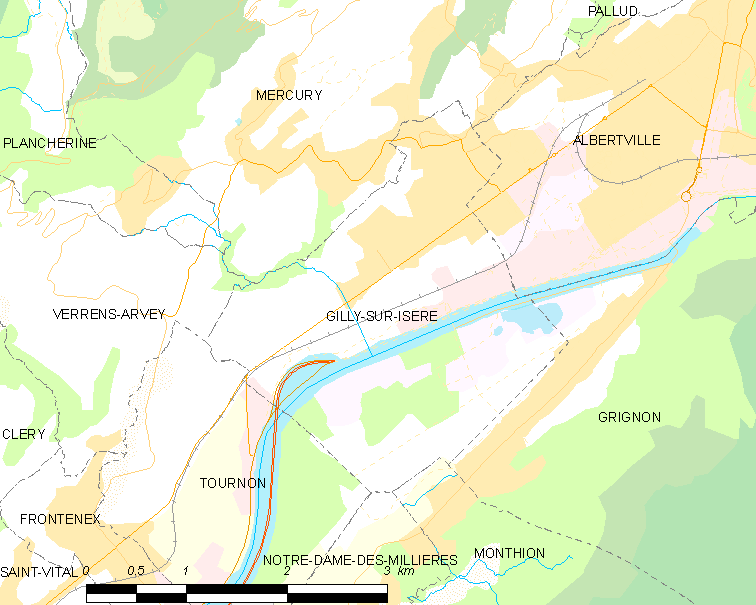
伊泽尔河畔日利的OSM定位图

## 行政
伊泽尔河畔日利的邮政编码为73200，INSEE市镇编码为73124。

## 政治
伊泽尔河畔日利所属的省级选区为阿尔贝维尔第二县。

## 人口

1962-2008年间伊泽尔河畔日利人口变化图示

伊泽尔河畔日利于2022年1月1日时的人口数量为3109人。